# Team Water
Team Water (Equipo Agua en español), también conocido como TeamWater o #TeamWater, es una recaudación de fondos colaborativa empezada por los youtubers MrBeast y Mark Rober como seguimiento a Team Trees. Como continuación de Team Trees y Team Seas, esta campaña de recaudación de fondos planea recaudar al menos 40 millones de dólares para proporcionar agua potable a millones de personas en todo el mundo. Todas las donaciones se destinarán a WaterAid, una organización no gubernamental.

## Trasfondo
Tras el éxito de sus anteriores campañas de recaudación de fondos, Team Trees y Team Seas, que recaudaron más de 50 millones de dólares para plantar 20 millones de árboles y eliminar 30 millones de libras de basura del océano, Jimmy "MrBeast" Donaldson y Mark Rober se han unido nuevamente para lanzar Team Water. Donaldson, bajo su empresa Beast Holdings, LLC, registró la marca "#TeamWater" el 29 de agosto de 2024.

## Propagación
Team Water busca proporcionar agua potable a millones de personas recaudando 40 millones de dólares para finales de agosto de 2025. Un dólar proporcionaría agua potable a una persona durante un año. El proyecto se lanzó el 1 de agosto de 2025 a las 9:00 a. m. (hora del Pacífico). En YouTube, más de 3000 creadores, con un total de 3000 millones de seguidores, están creando videos para la recaudación de fondos.

## Estado
Al 6 de agosto de 2025, se habrán suministrado más de 10,12 millones de dólares totales de agua, según el sitio web Team Water.